# Phillip Burton
Pour les articles homonymes, voir Burton.
Phillip Burton (né le 1er juin 1926 à Cincinnati et mort le 10 avril 1983 à San Francisco) est un avocat et homme politique américain. Il représente la Californie à la Chambre des représentants des États-Unis de 1964 jusqu'à sa mort en 1983. Il a également été membre de l'Assemblée de l'État de Californie.
Démocrate, il joue un rôle déterminant dans la création de la Golden Gate National Recreation Area. Burton est aussi l'un des premiers représentants à reconnaître la nécessité de la recherche sur le sida et à présenter un projet de loi sur celle-ci.
Il est le mari de Sala Burton et le frère de John Burton (en).